# 大都美术馆
大都美术馆（英語：Dadu Museum of Art），位于北京市东城区国子监街乙28号。

## 历史
经过4年筹备，大都美术馆于2013年建成，2013年10月19日正式对外开放。该美术馆由北京文化艺术基金会、中国油画学会合作筹建，集收藏、研究、展示油画艺术为一体。大都美术馆由建筑师安藤忠雄设计。开馆时，靳尚谊任馆长，张祖英、雷波任副馆长，钟涵、全山石、詹建俊、邵大箴、水天中、杨飞云、孙景波、尚扬、曹意强、谢东明、尚辉、余丁、C.C.Kuo等人组成艺术委员会。
大都美术馆的主要展览为馆藏常设陈列，辅以油画家研究性专题展、流动展览。其館藏作品包括顏文樑、羅工柳、詹建俊、靳尚谊、羅爾純、衛天霖等名家的作品。
2016年起，大都美术馆闭馆。